# Tour des Flandres 1954
Le Tour des Flandres 1954 est la 38e édition du Tour des Flandres. La course a lieu le 4 avril 1954, avec un départ à Gand et une arrivée à Wetteren sur un parcours de 255 kilomètres. 
Le vainqueur final est le coureur belge Raymond Impanis, qui s’impose en solitaire à Wetteren. Le Français François Mahé et le belge Alfons van den Brande complètent le podium. 

## Classement final
|    | Coureur               | Pays     | Équipe              | Temps           |
| -- | --------------------- | -------- | ------------------- | --------------- |
| 1  | Raymond Impanis       | Belgique | Mercier-Hutchinson  | 7 h 33 min 00 s |
| 2  | François Mahé         | France   | Bertin-d'Alessandro | + 33 s          |
| 3  | Alfons Van den Brande | Belgique | Libertas            | + 33 s          |
| 4  | Marcel Rijckaert      | Belgique | Mercier-Hutchinson  | + 33 s          |
| 5  | Marcel de Mulder      | Belgique | Terrot-Hutchinson   | + 33 s          |
| 6  | Marcel Hendrickx      | Belgique | Arbos-Bubba         | + 45 s          |
| 7  | André Rosseel         | Belgique | Terrot-Hutchinson   | + 45 s          |
| 8  | Valère Ollivier       | Belgique | Bertin-d'Alessandro | + 45 s          |
| 9  | Roger Decock          | Belgique | Bertin-d'Alessandro | + 45 s          |
| 10 | Alfredo Martini       | Italie   | Atala               | + 45 s          |